# Вайомінгська інфрачервона обсерваторія
Вайомінгська інфрачервона обсерваторія (англ. Wyoming Infrared Observatory, WIRO) — астрономічна обсерваторія в США, що належить Університету Вайомінгу. Вона розташована на горі Джелм, у 40 км на південний захід від міста Ларамі у штаті Вайомінг. Обсерваторія заснована в 1975 році, а спостереження в ній почалися в 1977 році. Дослідження обсерваторії включають пошук зір-втікачів, моніторинг короткочасних коливань блазарів і моніторинг масивних подвійних зір.

## Телескоп

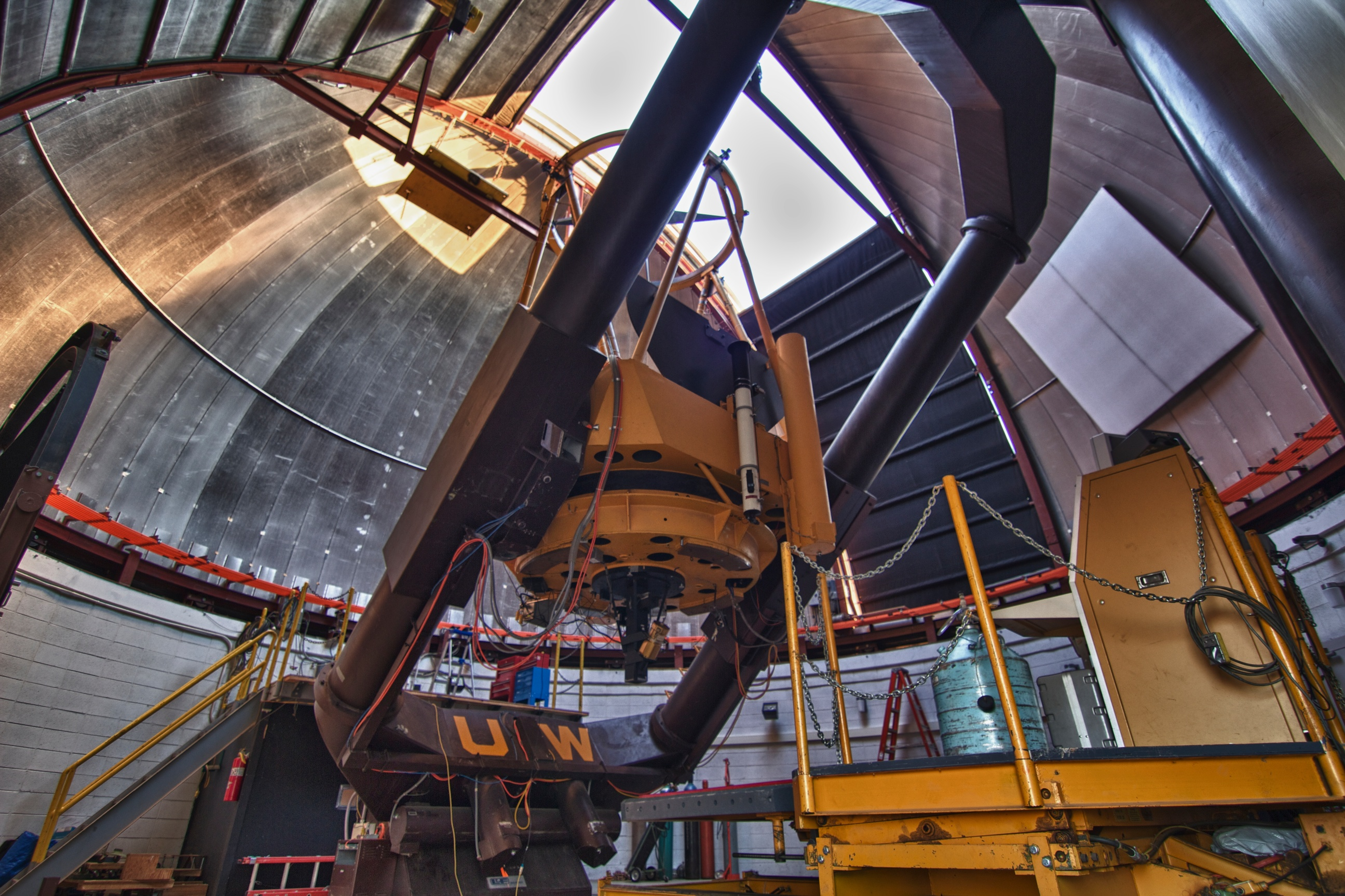
Вайомінгський інфрачервоний телескоп

В обсерваторії встановлений кассегренівський рефлектор з апертурою 2,3 м, оптимізований для спостережень в інфрачервоному діапазоні. Вторинне дзеркало може повертатись під керуванням комп’ютера, забезпечуючи швидкий вибір суміжних ділянок неба. З 1977 до приблизно 1980 року телескоп був найбільшим працюючим інфрачервоним телескопом у світі. 
Телескоп обладнаний двома інструментами:
- WIRO-Prime, ПЗЗ-камера для обробки зображень 2048x2048 пікселів, встановлена в головному фокусі[6];
- WIRO-Long Slit, високоефективний довгощілинний спектрограф з низькою роздільною здатністю[7].

## Дослідження та відкриття
У 1979 році, незабаром після отримання першого світла, Вайомінгський інфрачервоний телескоп спостерігав перший епізод утворення пилу в зорі Вольфа-Райє в UY Щита. У 2004 році Вайомінгський інфрачервоний телескоп спільно з космічним телескопом Спітцер допоміг ідентифікувати нове кулясте зоряне скупчення в галактиці Чумацький Шлях. У 2016 році також за допомогою телескопа Спітцер він відкрив близько 100 зір у Чумацькому Шляху з найшвидшим рухом.